# 垃圾袋

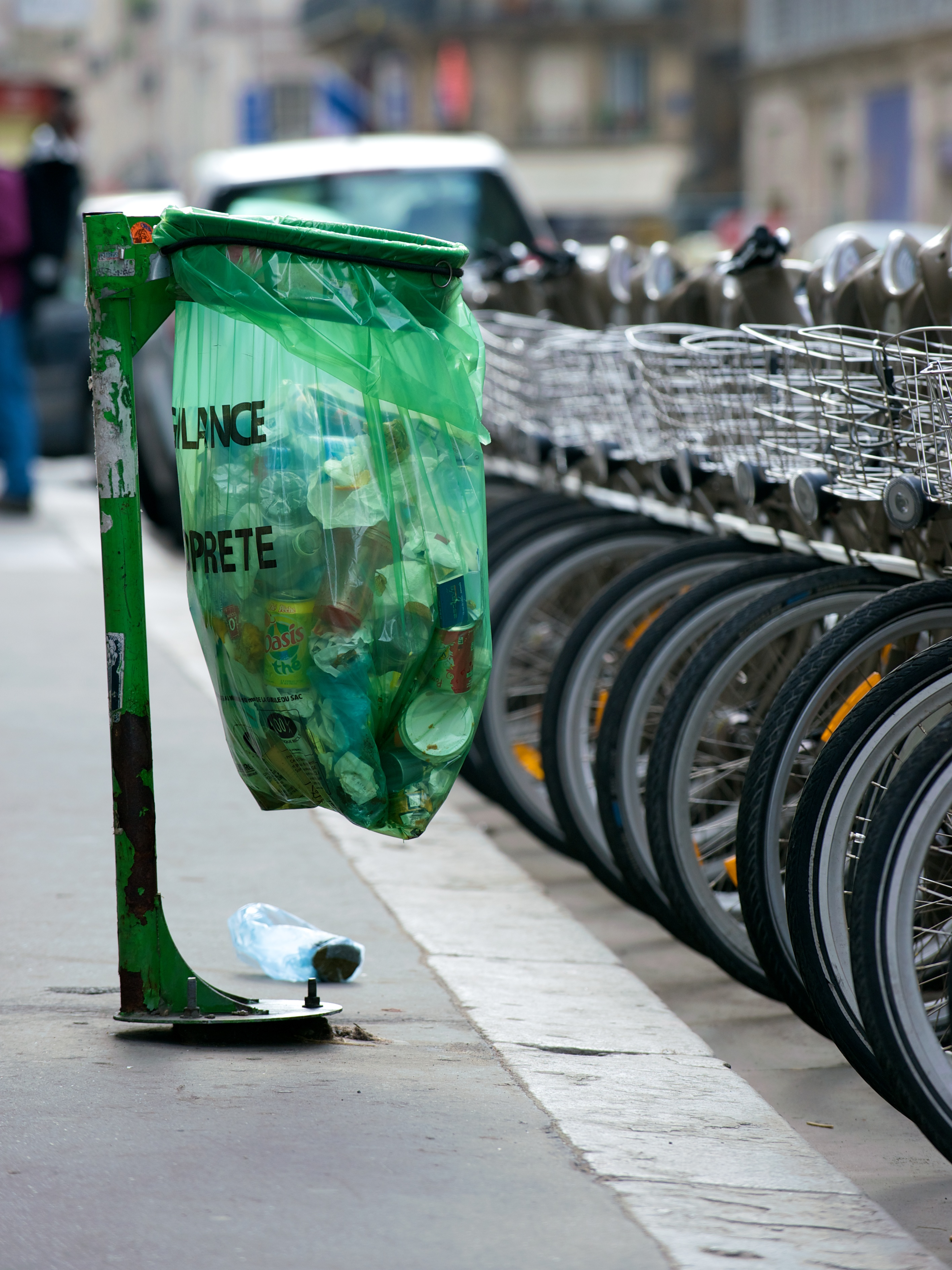
巴黎的一个公共垃圾袋

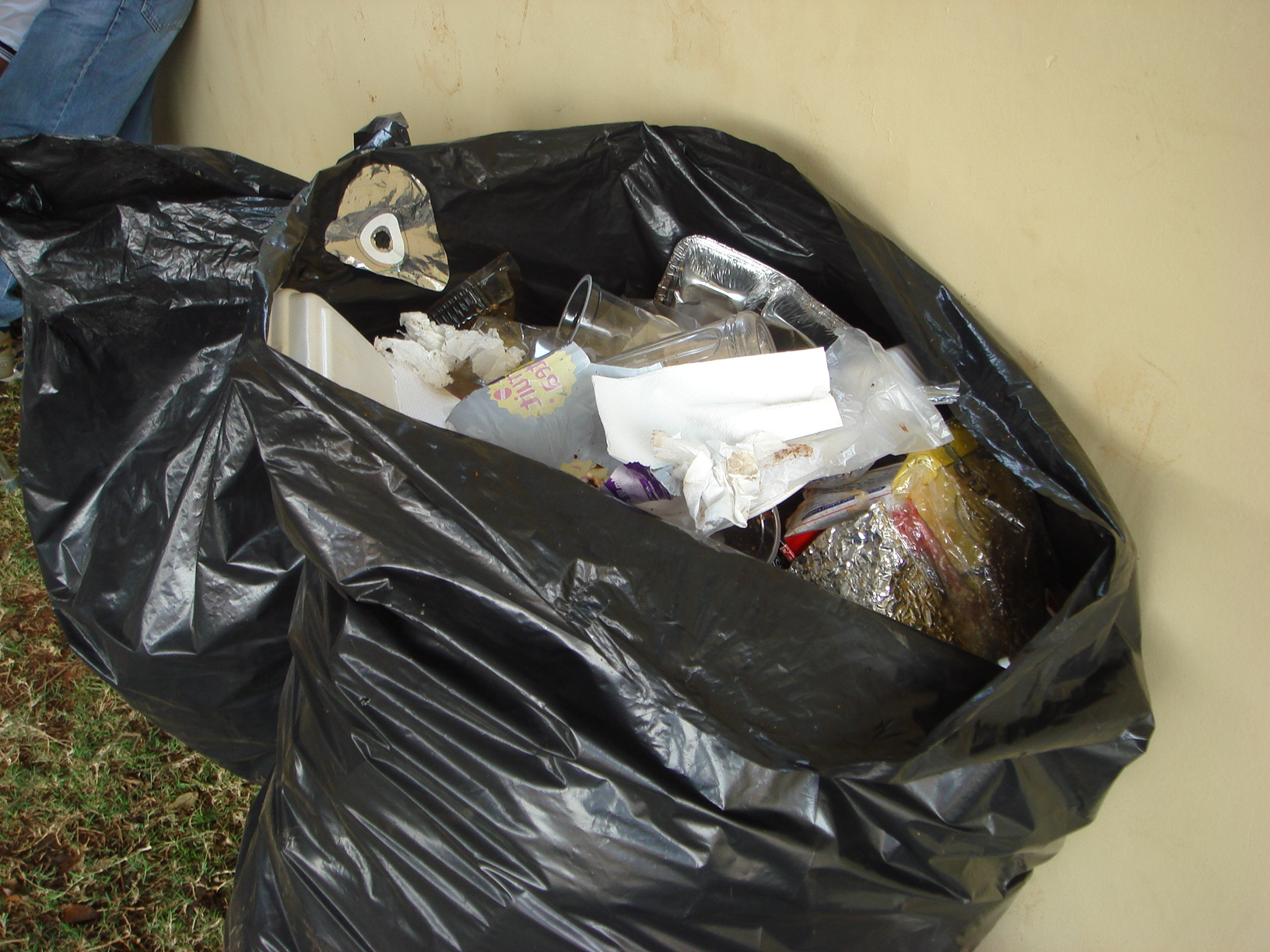
来自英国的黑色垃圾袋

垃圾袋是用于盛装垃圾的一次性袋子。这种袋子可套在垃圾桶的内部，這樣倒垃圾時可以直接拎走垃圾袋，並且還能保持垃圾桶的清潔。今天大多数都是用塑料製成，颜色通常是黑色、白色或绿色。垃圾袋可以與垃圾一起在垃圾焚燒廠中被焚燒，也可以被填埋，垃圾袋會自動降解。
據說垃圾袋於1950年由加拿大人Harry Wasylyk 、Larry Hansen 和 Frank Plomp發明。黑色塑料袋（美国第一个垃圾袋）也于1950年推出。1962年至1964年间，出現了白色垃圾袋。
一些地區的政府，例如中華民國（台灣）的臺北市、新北市，會規定居民需使用政府發售的專用垃圾袋盛裝垃圾，垃圾車只接受專用垃圾袋。專用垃圾袋內含垃圾清運費用，因此價格會比一般垃圾袋還高，但可達到依垃圾量公平付費的效果。

### Sources
- Brody, A. L., and Marsh, K, S., Encyclopedia of Packaging Technology, John Wiley & Sons, 1997, ISBN 0-471-06397-5
- Selke, S, Packaging and the Environment, 1994, ISBN 1-56676-104-2
- Selke, S,. Plastics Packaging, 2004, ISBN 1-56990-372-7